# Wasserstraßen-Neubauamt Heidelberg

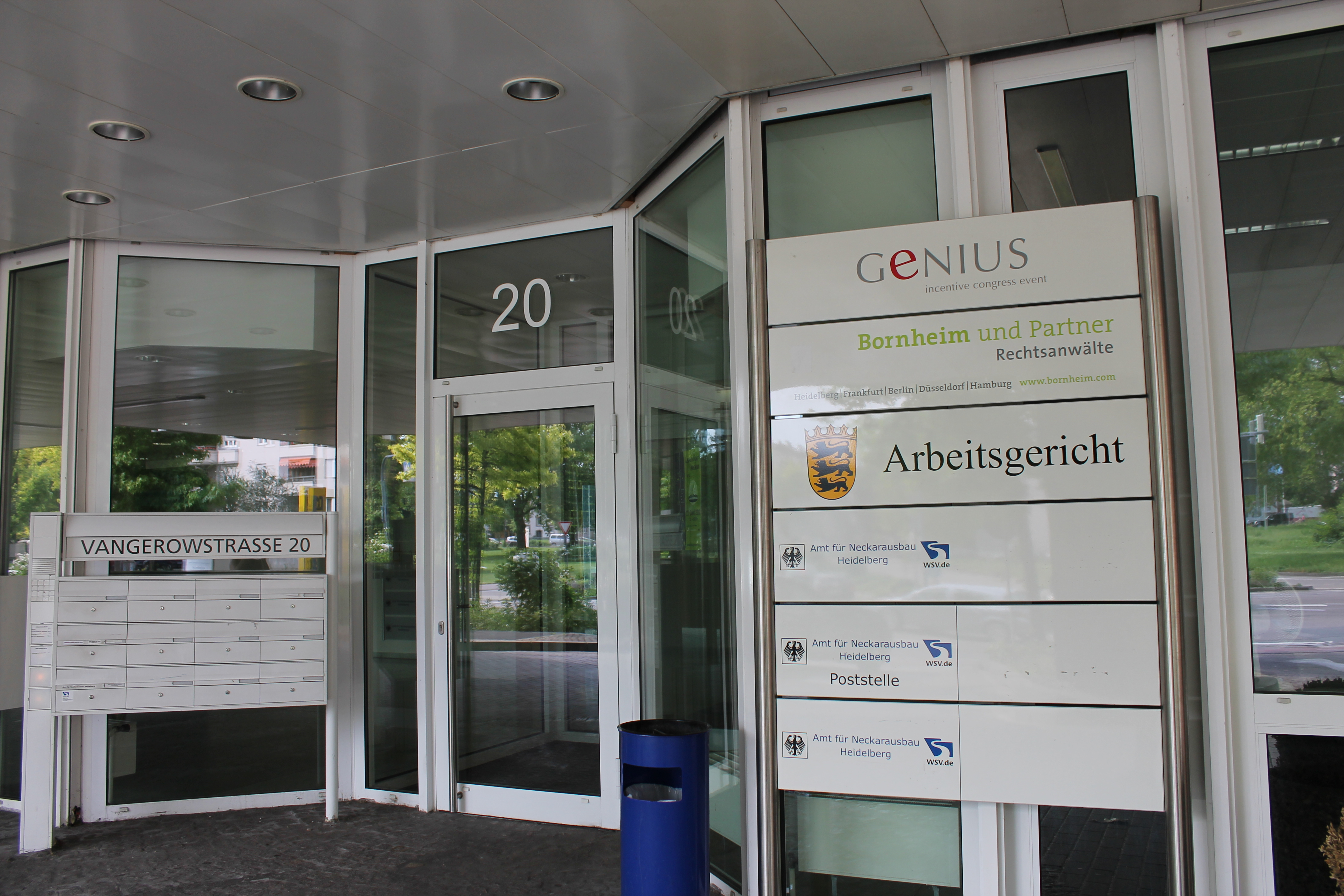
Eingang zum Wasserstraßen-Neubauamt Heidelberg

Das Wasserstraßen-Neubauamt Heidelberg ist eines von acht Neubau- bzw. Ausbauämtern der Wasserstraßen- und Schifffahrtsverwaltung des Bundes. Es ist der Generaldirektion Wasserstraßen und Schifffahrt (zuvor ehemals Wasser- und Schifffahrtsdirektion Südwest in Mainz) untergeordnet.

## Geschichte
Das Wasserstraßen-Neubauamt wurde am 26. November 2007 als Amt für Neckarausbau Heidelberg gegründet. Anfang August 2020 wurde es in Wasserstraßen-Neubauamt Heidelberg umbenannt. Die Behörde hat zurzeit (2016) zirka 70 Mitarbeiter, wovon 15 Mitarbeiter Beschäftigte des Landes Baden-Württemberg sind.

## Aufgaben
Zu den Aufgaben gehören der Ausbau des Neckars für Schiffe von 135 m Länge, wofür die Verlängerung der insgesamt 27 Schleusen zwischen Mannheim und Plochingen nötig ist. Derzeit können Schiffe mit maximal 105 m Länge geschleust werden.
Weiterhin umfassen die Aufgaben den Neubau und Ausbau der Schleusenanlagen und Stauwehre, Grundinstandsetzungen größeren Ausmaßes sowie bauliche Anpassungen. Hierunter fallen im Rahmen der Durchgängigkeit der Flüsse unter anderen auch Neubauten von Fischaufstiegsanlagen. Im Bereich der Wasserstraße werden die bis zu 90 Jahre alten Dämme untersucht und bei Bedarf ertüchtigt. Dies bezieht sich auch auf andere Uferbereiche wie beispielsweise Spundwände. Anlege- und Wendestellen werden ebenfalls im Rahmen der Anpassung an die größeren Schiffe ertüchtigt.